# کرم سیب
کرم سیب (نام علمی: Cydia pomonella) نام یک گونه از تیره برگ‌پیچان است.

## نگارخانه

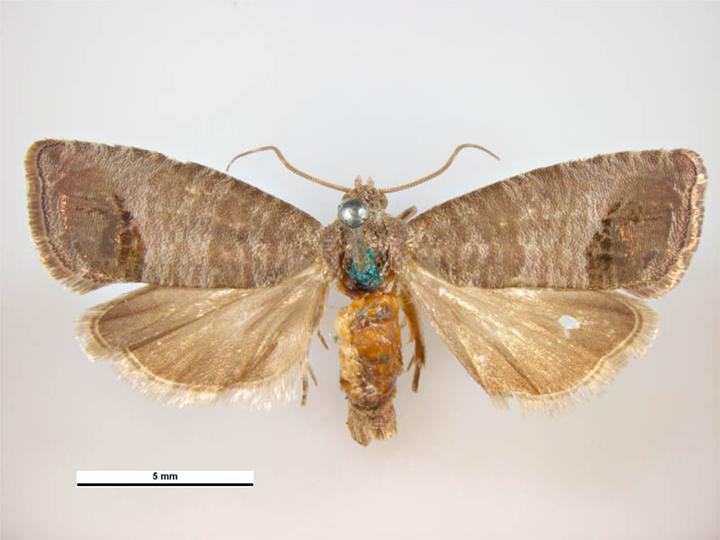
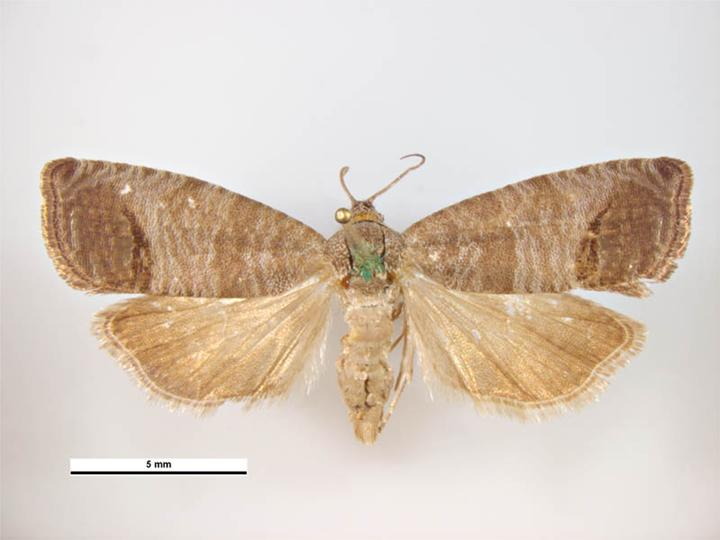
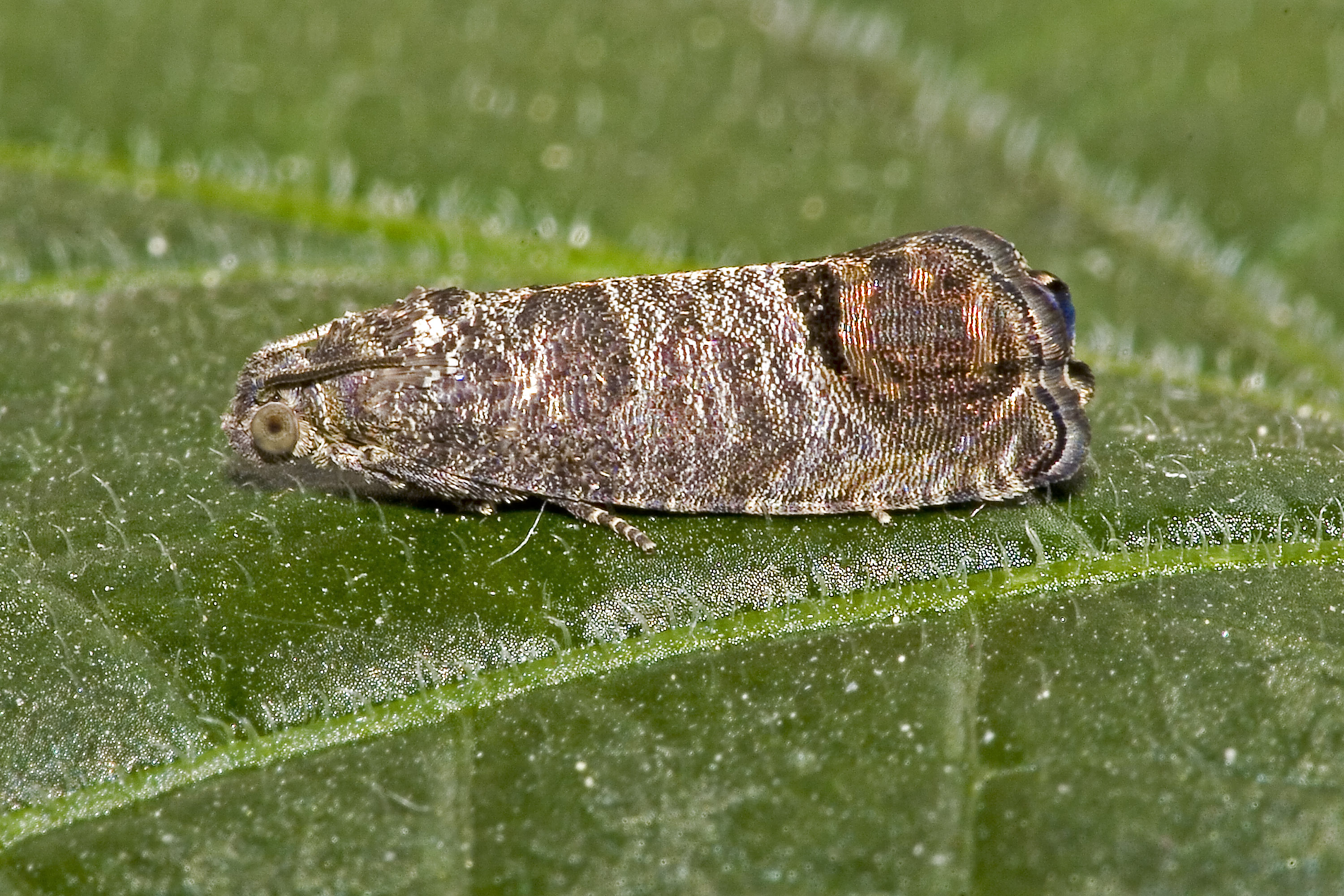
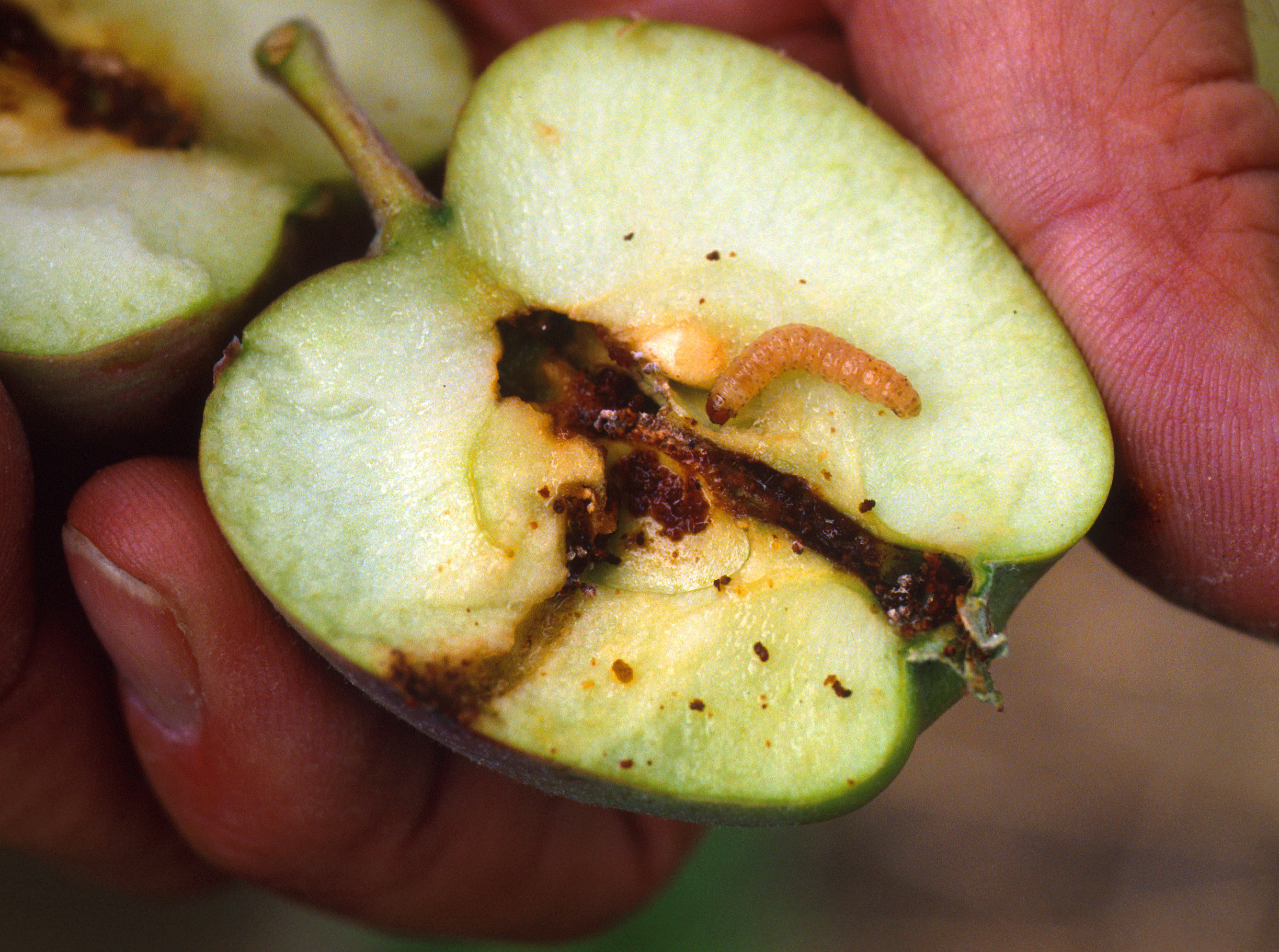
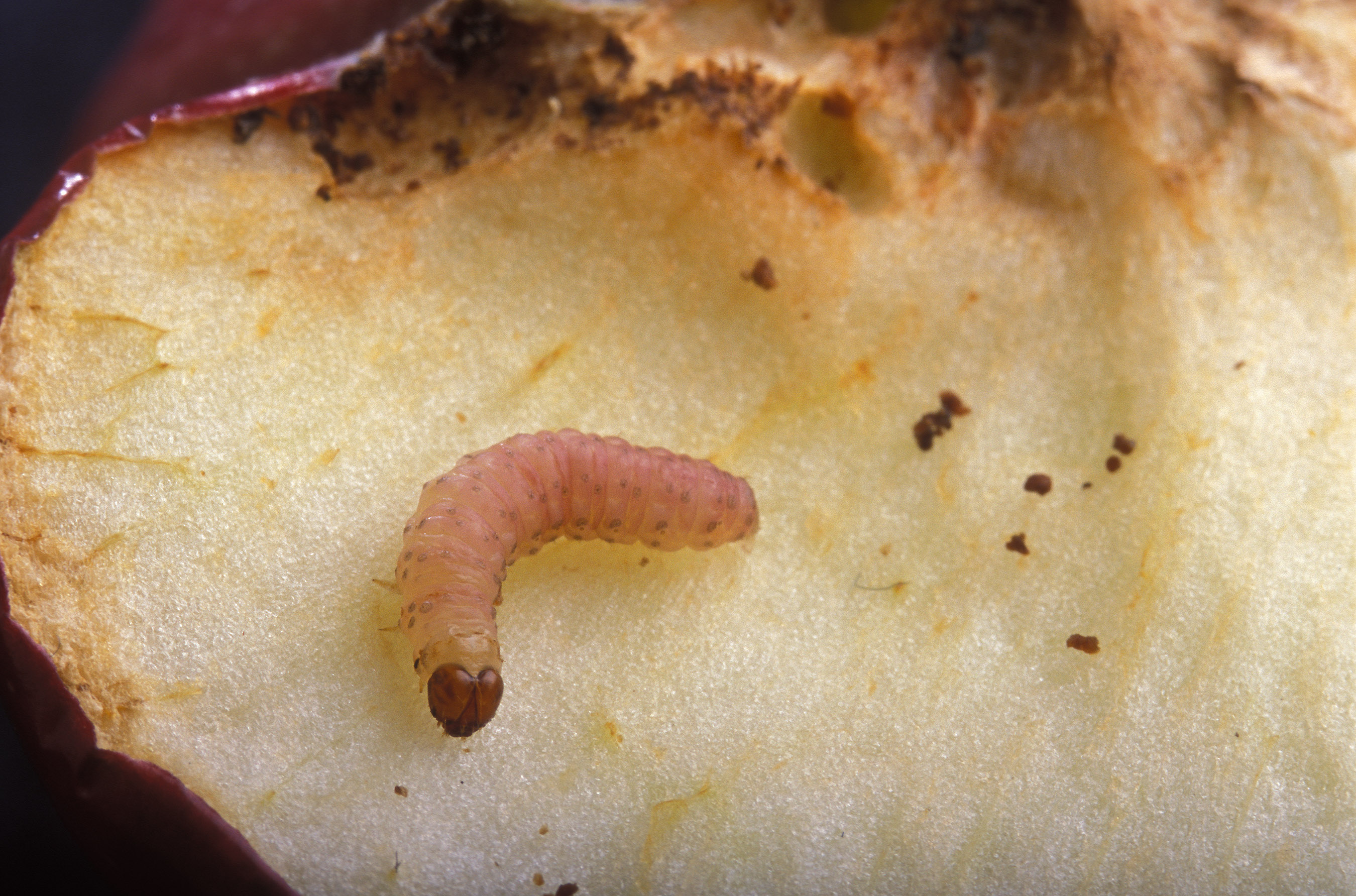